# Сімен (Огайо)
Сімен (англ. Seaman) — селище (англ. village) в США, в окрузі Адамс штату Огайо. Населення — 973 особи (2020).

## Географія
Сімен розташований за координатами 38°55′51″ пн. ш. 83°34′4″ зх. д. / 38.93083° пн. ш. 83.56778° зх. д. (38.930876, -83.567712).  За даними Бюро перепису населення США в 2010 році селище мало площу 2,76 км², уся площа — суходіл.

## Демографія
Згідно з переписом 2010 року, у селищі мешкали 944 особи в 368 домогосподарствах у складі 254 родин. Густота населення становила 341 особа/км².  Було 425 помешкань (154/км²).
Расовий склад населення:
| - 97,8 % — білих - 0,3 % — корінних американців - 0,1 % — чорних або афроамериканців - 0,1 % — азіатів |

До двох чи більше рас належало 1,4 %. Частка іспаномовних становила 1,3 % від усіх жителів.
За віковим діапазоном населення розподілялося таким чином: 26,9 % — особи молодші 18 років, 56,8 % — особи у віці 18—64 років, 16,3 % — особи у віці 65 років та старші. Медіана віку мешканця становила 35,5 року. На 100 осіб жіночої статі у селищі припадало 91,1 чоловіків;  на 100 жінок у віці від 18 років та старших — 87,5 чоловіків також старших 18 років.
Середній дохід на одне домашнє господарство  становив 45 328 доларів США (медіана — 33 750), а середній дохід на одну сім'ю — 48 352 долари (медіана — 36 000). За межею бідності перебувало 32,5 % осіб, у тому числі 45,4 % дітей у віці до 18 років та 13,7 % осіб у віці 65 років та старших.
Цивільне працевлаштоване населення становило 307 осіб. Основні галузі зайнятості: виробництво — 20,8 %, роздрібна торгівля — 16,3 %, освіта, охорона здоров'я та соціальна допомога — 16,3 %.